# Kaptál még egy esélyt
A Kaptál még egy esélyt (eredeti cím: Afterlife of the Party) 2021-es amerikai természetfeletti filmvígjáték, amelyet Carrie Freedle forgatókönyvéből Stephen Herek rendezett. A főbb szerepekben Victoria Justice, Midori Francis, Timothy Renouf, Adam Garcia, Gloria Garcia és Spencer Sutherland látható.
2021. szeptember 2-án mutatta be a Netflix.

## Cselekmény
A film a Cassie és Lisa közötti kapcsolat felépítésével kezdődik. Lisa paleontológus, aki egy múzeumban dolgozik. Eléggé különböznek egymástól, de úgy tűnik, hogy a barátságuk éppen ennek a kettősségnek köszönhetően működik. Még aznap éjszaka Cassie meggyőzi Lisát, hogy menjen el vele valahová, annak ellenére, hogy ő inkább otthon maradna, és végre befejezné a Mona Lisa kirakóst, amin együtt dolgoztak. A szórakozóhelyen Lisa hamarosan elszakad Cassie-től, és kezdi elidegenítve érezni magát.
Amikor Cassie és a többi barátnője úgy dönt, hogy átmennek egy másik szórakozóhelyre, Lisa közli a barátnőjével, hogy haza akar menni. Ez hatalmas vitához vezet közöttük. A helyzet hevében mind Cassie, mind Lisa olyan dolgokat mond, amit később megbánnak. Amikor Cassie végül visszatér a lakásukba, teljesen részeg és tájékozatlan. Ebben az állapotban is tudja az eszének egy része, hogy meg kellene oldania a problémáit Lisával, és nem hagyni, hogy reggelig gyűrűzzön a dolog. Bekopogtat a barátnője hálószobájának ajtaján. De Lisa, bár ébren van, nem nyit ajtót.
Másnap Cassie még mindig tájékozatlanul ébred. Kimegy a fürdőszobába, ahol megcsúszik, és beveri a fejét a mosdókagylóba. Amikor legközelebb kinyitja a szemét, felfedezi, hogy egy ismeretlen, de kényelmes szobában van egy idegen nővel. Ez a nő, aki vele szemben áll, Cassie életének pillanatait nézi a telefonja kivetítésén. A polcon brosúrák vannak a Fent, a Lent és a Köztes nevű helyekről.
A nő úgy mutatkozik be, mint Cassie ideiglenes őrangyala, Val. Azzal kezdi, hogy elmondja Cassie-nek az igazságot, amivel neki azonnal szembe kell néznie: Cassie meghalt. Előre láthatóan Cassie nem hajlandó elfogadni, hogy az élete ilyen hirtelen véget ért. Val-tól megtudja, hogy a Fent az, amit az emberek mennyországnak, míg a Lent a pokolnak gondolnak. Ahogy a neve is sugallja, a Köztes a menny és a pokol közötti hely. Az olyan emberek számára van, mint Cassie, akiknek fel kell ismerniük, hogy mik a befejezetlen ügyeik a Földön, és el kell végezniük azokat, hogy továbbléphessenek a következő szakaszba.
Ha időben megteszik, akkor a mennybe jutnak, de ha nem sikerül, vagy kifutnak az időből, akkor lefelé vezet az út. Cassie elfogadja a kihívást, és Val ezt követően ad neki egy listát három névvel (Lisa, Cassie elhidegült édesanyja, Sofia és a gyászoló édesapja, Howie), akiknek a lezárás érzetét kell elhoznia. Cassie betanított angyal lesz, mert ha sikerrel jár, akkor ténylegesen angyallá válik.
Cassie végül a mennyországba kerül. Bár lekéste a határidőt, és megszegte a szabályt azzal, hogy Emme-nek segített, aki nem szerepelt a listáján, tettének mélységes önzetlensége végül is helyet biztosít neki a mennyországban. Tudta, hogy határidőt szabott, és tisztában volt azzal, hogy a pokolra lesz kárhoztatva, ha elmulasztja azt. Mégis úgy döntött, hogy segít egy nőnek, akit halála előtt még csak nem is ismert. Ráadásul kiderül, hogy teljes felelősséget vállalt a fent említett szabály megszegéséért. Ennek eredményeképpen Val nemcsak hogy mentesül minden büntetés alól, de még előléptetést is kap.
Amikor elérik a liftet, megtudják, hogy Cassie-t választották ki a mennybe való feljutásra. Az odafelé vezető úton találkozik Koop-pal, aki a kedvenc zenésze volt a Földön. Úgy tűnik, meghalt, miközben egy katasztrófaelhárítási területen segített. Val tagja volt annak az angyalbizottságnak, amely úgy döntött, hogy megérdemli, hogy azonnal a mennybe küldjék. De mielőtt felszállt volna a liftbe, Val nyilvánvalóan mesélt neki Cassie-ről. A kerítő angyal segítségével Cassie most egy örökkévalóságot tölthet kedvenc művészével.

## Szereplők
| Szerep | Színész            | Magyar hang    |
| ------ | ------------------ | -------------- |
| Cassie | Victoria Justice   | Czető Zsanett  |
| Lisa   | Midori Francis     | Csuha Borbála  |
| Val    | Robyn Scott        |                |
| Max    | Timothy Renouf     |                |
| Howie  | Adam Garcia        | Kálid Artúr    |
| Sofia  | Gloria Garcia      | Németh Borbála |
| Emme   | Myfanwy Waring     |                |
| Koop   | Spencer Sutherland |                |

## A film készítése
2020 októberében bejelentették, hogy Victoria Justice és Midori Francis lesz a főszereplője a Kaptál még egy esélyt című filmnek, amelyet Stephen Herek rendez a Netflix számára.
A forgatás 2020. október 21-én kezdődött és 2020. december 6-án fejeződött be a dél-afrikai Fokvárosban.
2021. szeptember 2-án mutatta be a Netflix.

## Fordítás
- Ez a szócikk részben vagy egészben  az   Afterlife of the Party című angol Wikipédia-szócikk fordításán alapul.  Az eredeti cikk szerkesztőit annak laptörténete sorolja fel. Ez a jelzés csupán a megfogalmazás eredetét és a szerzői jogokat jelzi, nem szolgál a cikkben szereplő információk forrásmegjelöléseként.